# Sterculia laxiflora
Sterculia laxiflora är en malvaväxtart som beskrevs av Henry Hurd Rusby. Sterculia laxiflora ingår i släktet Sterculia och familjen malvaväxter. Inga underarter finns listade i Catalogue of Life.